# Aktinomikoza
Aktinomikoza je kronična infektivna bolest koju uzrokuje Actinomyces israelii, karakterizirana multiplim fistulama. 

## Etiologija
Uzročnici su anaerobni, gram-pozitivni mikroorganizmi iz rodova Actinomyces ili Propionobacterium (najčešće A. israelii), koji su često prisutni kao komenzali na gingivama, tonzilama i zubima. Ipak su mnoge, ako ne i većina infekcija polimikrobijalne, pri čemu se iz lezija često izoliraju i druge bakterije (oralni anaerobi, stafilokoki, streptokoki ili enterobakterije). Aktinomikoza je najčešća u odraslih muškaraca. U cervikofacijalnom obliku bolesti, najčešće ulazno mjesto je kariozni zub; u torakalnom obliku, plućna je bolest posljedica aspiracije oralnog sekreta; u abdominalnom obliku, bolest je vjerojatno posljedica oštećenja sluznice divertikla ili apendiksa ili nastaje nakon traume; u lokaliziranom zdjeličnom obliku, aktinomikoza je komplikacija određenih tipova intrauterinih kontracepcijskih uložaka. Širenje iz primarne lokalizacije je rijetko, vjerojatno hematogenim putem iz primarnog žarišta infekcije.

## Simptomi i znaci
Karakteristična lezija je indurirano područje multiplih, malih, međusobno povezanih apscesa, okruženo granulacijskim tkivom. Tkivne lezije imaju tendenciju stvaranja fistula koje komuniciraju s kožom i iz kojih se drenira gnojni iscjedak što sadrži žute “sumporne granule”. Infekcija se širi na okolna tkiva ali samo rijetko hematogeno. Obično su prisutne i druge anaerobne bakterije. 
Cervikofacijalni oblik obično počinje kao mala, plošna, tvrda oteklina, koja može ali ne mora biti bolna, a nalazi se ispod sluznice usne šupljine ili kože vrata ili kao subperiostealna oteklina čeljusti. Nakon toga nastaju razmekšana područja, koja se razvijaju u sinuse i fistule s iscjetkom koji sadrži karakteristične “sumporne granule” (okrugle, obično žućkaste granule, promjera do 1 mm). Mogu biti zahvaćeni obrazi, jezik, ždrijelo, žlijezde slinovnice, kosti lubanje, moždane ovojnice ili mozak, obično izravnim širenjem. 
U abdominalnom obliku inficirana su crijeva (obično cekum i apendiks) i peritoneum. Karakteristični su bol, vrućica, povraćanje, proljev ili opstipacija i mršavljenje. Pojavljuje se jedna ili više abdominalnih masa, uz znakove parcijalne opstrukcije crijeva. Mogu se razviti sinusi i fistule i proširiti do vanjske abdominalne stijenke. 
U torakalnom obliku zahvaćanje pluća liči na tuberkulozu. Infekcija se može značajno proširiti i prije pojave bola u prsima, vrućice i produktivnog kašlja. Nakon toga može nastati perforacija stijenke prsnog koša s kroničnim secernirajućim fistulama. 
U generaliziranom obliku infekcija se hematogeno širi u kožu, kralješke, mozak, jetru, bubreg, ureter i (u žena) zdjelične organe. Dug je popis različitih simptoma kao što su križobolja, glavobolja, bol u trbuhu, ovisno o lokalizaciji infekcije. 
Lokalni zdjelični oblik bolesti moguć je osobito u žena. Simptomi uključuju iscjedak iz rodnice uz bol u zdjelici ili donjem dijelu trbuha.

## Dijagnoza
Dijagnoza se osniva na simptomima, rendgenološkim nalazima i izolaciji A. israelii u sputumu, gnoju ili bioptičkom uzorku. U gnoju ili tkivu, mikroorganizmi izgledaju kao zamršene nakupine razgranatih i nerazgranatih valovitih filamenata ili kao sumporne granule. One se sastoje od centralne mase zamršenih bakterijskih filamenata, stanica gnoja i debrisa, sa srednjom zonom isprepletenih filamenata, okruženom vanjskom zonom sa zrakasto rapoređenim hijalinim i refraktivnim filamentima, koji se boje eozinom ali su pozitivni u bojanju po Gramu.
Noduli na bilo kojem mjestu, mogu ličiti na maligne izrasline. Lezije pluća treba razlikovati od tuberkuloze i neoplazmi. Većina se abdominalnih lezija pojavljuje u ileocekalnoj regiji i teško ih je dijagnosticirati, osim prilikom laparotomije ili kad se na trbušnoj stijenci pojave fistule. Treba izbjegavati aspiracijsku biopsiju jetre, jer to može izazvati nastanak trajne fistule. Tvrda, palpabilna rezistencija može ličiti na peritiflitički apsces ili regionalni enteritis. 

## Prognoza i liječenje
Bolest napreduje sporo. Prognoza izravno ovisi o ranoj dijagnozi. Najpovoljnija je kod cervikofacijalnog oblika i sve je lošija od torakalnog, preko abdominalnog do generaliziranog oblika, osobito ako je zahvaćen SŽS. Tijek bolesti ovisi o proširenosti zdjelične infekcije i o trajanju bolesti prije dijagnoze. 
Većina bolesnika reagira na produljenu antibakterijsku terapiju, iako obično sporo zbog izražene induracije tkiva i razmjerno avaskularne fibroze. Zbog toga liječenje treba trajati najmanje 8 tjedana, a ponekad i godinu ili dulje, nakon povlačenja simptoma. Ponekad su potrebni i opsežni i višekratni kirurški zahvati. Mali se apscesi mogu aspirirati, veliki drenirati, a fistule kirurški ekscidirati. Obično se prvo daju visoke doze penicilina G, obično 12 do 18 milijuna jedinica/dan IV, što je uglavnom djelotvorno. Nakon otprilike 6 do 8 tjedana može se prijeći na peroralni penicilin V (1 gr 4 puta na dan). Umjesto penicilina može se dati tetraciklin 500 mg svakih 6 h. Minociklin, klindamicin ili eritromicin, bili s u uspješni u nekim slučajevima. Liječenje treba nastaviti nekoliko tjedana nakon prividnog izliječenja. Terapijske sheme se mogu proširiti kako bi obuhvatile i druge mikroorganizme koji su eventualno izolirani iz lezija. Nepotvrđeni izvještaji ukazuju da bi u određenim slučajevima mogla biti korisna terapija hiperbaričnim kisikom.

## Istraživanje
Temeljno djelo o aktinomikozi napisao je hrvatski kirurg Alberto Ilić.